# Stazione di Zürchersmühle
La stazione di Zürchersmühle (in tedesco Bahnhof Zürchersmühle) è una fermata ferroviaria nel comune svizzero di Urnäsch sulla linea Gossau-Appenzello.

## Storia
La stazione fu attivata il 12 settembre 1875, in occasione dell'apertura della tratta Herisau-Urnäsch della ferrovia Gossau-Appenzello.

## Strutture e impianti
La stazione dispone di un binario dotato di marciapiede per il servizio passeggeri. È situata nei pressi di un passaggio a livello ed è dotata di un piccolo fabbricato viaggiatori.

## Movimento
La stazione è servita da treni ogni 30 minuti (e che fermano su richiesta) sulla linea S23 (relazione Gossau - Wasserauen) della rete celere di San Gallo.

## Servizi
- Sala d'attesa[1]